# ام‌سی‌ام ورلدواید
ام‌سی‌ام ورلدواید (انگلیسی: MCM Worldwide) شرکت کالای لوکس آلمانی است، که در سال ۱۹۷۶ تأسیس شد.